# Willie Groves
Patrick William " Willie " Groves (20 de agosto de 1868 – 13 de fevereiro de 1908)  foi um jogador de futebol escocês que atuou como atacante pelo Hibernian, Celtic, West Bromwich Albion, Aston Villa e pela Seleção Escocesa . Ele é conhecido por ser o primeiro jogador a ser transferido por mais de £ 100.

## Carreira

### Hibernian
Groves estreou no Hibernian aos 16 anos durante a temporada 1885–86 . Ele ganhou a Copa da Escócia no ano seguinte marcando na primeira fase, segunda fase e semifinal. Naquela temporada o Vale of Leven, oponente do Hibernian na semifinal, denunciou que Groves supostamente tinha aceitado um pagamento do clube, o que na época era ilegal visto que o futebol escocês ainda era amador. A denuncia só foi aceita após o Hibernian ter derrotado o Dumbarton na final. O Vale of Leven apresentou apenas boatos como evidencia, mas isso levou o clube a perder o titulo na época.
No ano seguinte, Grove fez sua estreia internacional, no  British Home Championship de 1888 em uma partida contra o País de Gales. Ele marcou o quarto gol na vitória por 5 a 1 da seleção escocesa no Hibernian Park.

### Celtic
Em Agosto de 1888, Groves se transferiu para o recém formado time do Celtic.Ele marcou dez gols  na Copa Escocesa na temporada 1888-1889. Enquanto atuou pelo Celtic ,Groves fez duas partidas pela Seleção Escocesa. Em uma delas ele fez um hat-trick contra a Seleção Irlandesa de Futebol  no British Home Championship de 1889.

### West Bromwich Albion
Em 1890 Groves se profissionalizou , passando a jogar na English Football League, assinando com o West Bromwich Albion. Ele ajudou o Albion a ganhar a Copa da Inglaterra de 1892.

### Aston Villa
Groves assinou com o Aston Villa em 1893, se tornando o primeiro jogador da história a ser transferido por mais de  £100. Ele ajudou a equipe a ganhar Football League First Division em 1894. Durante o tempo que ficou na Inglaterra ,Groves disputou partidas da Liga de Futebol Inglesa contra a Liga Escocesa. Ele deixou a equipe em Novembro de 1894 .

### Retorno à Escócia
Depois que o Hibernian foi promovido a primeira divisão do Campeonato Escocês em 1895, Groves retornou ao clube. Durante sua segunda passagem ele disputa a final da Copa da Escócia de 1896, perdendo de 3 a 1 para seu rival o Hearts. Depois disso ele teve uma breve passagem pelo Celtic mas logo teve que se aposentar após ser acometido por tuberculose. Ele morreu em Edimburgo em 1908 aos 39 anos.